# Abstrusomyzus valuliae
Abstrusomyzus valuliae är en insektsart. Abstrusomyzus valuliae ingår i släktet Abstrusomyzus och familjen långrörsbladlöss. Inga underarter finns listade i Catalogue of Life.